# Trebnji Vrh
Trebnji Vrh este o localitate din comuna Semič, Slovenia, cu o populație de 12 locuitori.